# Streptanthella
Streptanthella é um género botânico pertencente à família Brassicaceae.